# Томсон, Гордон (актёр)
Гордон Томсон (англ. Gordon Thomson; род. 3 марта 1945, Оттава, Канада) — канадский актёр, известный прежде всего своими ролями на телевидении США — Адама Кэррингтона в «Династии» и Мейсона Кэпвелла в «Санта-Барбаре».

## Биография
Гордон Томсон родился 3 марта 1945 в Оттаве, Канада, в школе учился в Монреале. С отличием окончил университет Макгил (McGill).
Театральную карьеру Гордон Томсон начал в Стратфорде, штат Онтарио; бесценный опыт работы в театре приобрёл в летнем театре Линдси. Он снимался во многих шоу канала CBC, в том числе в детских передачах, и один сезон прослужил в театре Торонто. Известность актёру принесли роли на телевидении (сериалы) и в кино (см. фильмографию ниже).
Гордон Томсон говорит по-французски и по-английски. Компанию дома ему составляют собаки и кошки, его хобби — коллекционирует и реставрирует канадскую мебель и занимается садом.
25 сентября 2017 года Томпсон совершил каминг-аут, признавшись в гомосексуальной ориентации.

## Фильмография

### Кино
| Кино | Кино                            | Кино                 | Кино           | Кино            |
| Год  | Название                        | В оригинале          | Обязанности    | Примечания      |
| ---- | ------------------------------- | -------------------- | -------------- | --------------- |
| 1969 | Взрыв                           | Explosion            | Алан Эванс     |                 |
| 1978 | Леопард в снегу                 | Leopard In The Snow  | Майкл Фрэмли   |                 |
| 1981 | Незваный гость                  | The Intruder         | Арт            |                 |
| 1982 | Любовь                          | Love                 | Тони           |                 |
| 1983 | Стриптизёрка Кэнди (Карамелька) | Candy The Stripper   | Дэвид          |                 |
| 1990 | До свидания, Рим                | Arrivederci Roma     | Майкл          | короткометражка |
| 1995 | Донор                           | The Donor            | Джонатан Кросс |                 |
| 1997 | Мужчина её мечты                | Man Of Her Dreams    | Лео Карсон     |                 |
| 2006 | Маленькая мисс Счастье          | Little Miss Sunshine | Лэрри          |                 |
| 2006 | Посейдон                        | Poseidon             | Джей           |                 |
| 2008 | Хозяйки дома                    | Ladies Of The House  | Ричард         |                 |

### Телевидение
- 1971 — Дверь в горошек / Polka Dot Door  — хозяин (ведущий)
- 1972 — Принц-лягушка (Сказки Маппет-шоу) / Tales from Muppetland: The Frog Prince — сэр Робин Храбрый
- 1978 — Большие ожидания / High Hopes  — Майкл Майк Стюарт-мл.
- 1980 — Самый маленький бродяга / The Littlest Hobo — Честер Монтгомери-мл.
- 1981—1982 — Надежда Райана (сериал канала «ABC») — Аристотель Бенедикт Уайт
- 1982—1989 — Династия (сериал канала «ABC») — Адам Кэррингтон (сын Блейка Кэррингтона и Алексис Колби) (эпизоды 38—220)[4]
- 1983 — Остров фантазий (сериал)
- 1985 — Находящий потерянных возлюбленных / Finder of Lost Loves — Джим Чейзен
- 1985 — Лодка любви / Love Boat — Ник Даррелл
- 1985 — Блеск / Glitter
- 1985—1986 — Семья Колби (дочерний сериал «Династии»)
- 1988 — Уличный закон (две серии) — Майкл Барр
- 1989—1990 — «Она написала убийство» (две серии: «Величественная старая леди» и «Возвращение Престона Джайлза») — Дэниел Макгайр и Кендалл Стаффорд (соответственно)
- 1989 — E.N.G. (серия Твоё место или моё) — Дэвид Фоксман
- 1989 — Театр Рэя Брэдбери, серия Озеро — Дуглас
- 1990—1993 — Санта-Барбара (сериал NBC) — Мейсон Кепвелл (третий исполнитель роли)
- 1994 — Семейные страсти / Family Passions — Матиас Холлер
- 1996 — Горячая линия / Hot Line — Эрл
- 1996 — Шёлковые чулки / — Джоэл Бэйлис
- 1997 — Беверли-Хиллз, 90210 (2 серии) — мистер Пэриш
- 1997 — Молодые и дерзкие — Патрик Бейкер
- 1997 — Спасатели Малибу / Baywatch, серия Рандеву — Хантер Роуз
- 1997 — Высокий прилив / High Tide — доктор Пол Хьюз
- 1997 — Няня / The Nanny, серия Пятое колесо — Чендлер
- 1998—1999 — Любовь и тайны Сансет Бич (90 серий) — ЭйДжей Дешанел
- 2000 — Страсти (Страсти Хармони) (4 серии: 248, 249, 253, 270) — специальный агент ФБР Хэл Фримен
- 2001 — Grosse Pointe, эпизод «Противоположная сторона пола (секса)» — доктор Эвангелитис
- 2001 — State of Grace, эпизод Встреча по одёжке / — Джордж
- 2015 — Уинтерхорн / Winterthorne — Максимилиан Уинтерхорн[5][6][7][8][9]

## Награды
- 1986, 1988 — номинация на «Soap Opera Digest Award (Награда журнала „Соуп Опра Дайджест“)» — «лучший злодей» — за роль Адама Кэррингтона («Династия»)
- 1988 — номинация на «Золотой глобус» за роль в сериале «Династия»
- 1989 — номинация на «Soap Opera Digest Award (Награда журнала „Соуп Опра Дайджест“)» — «лучший исполнитель главной мужской роли» — за роль Адама Кэррингтона («Династия»)
- 1991 — номинация на «Soap Opera Digest Award (Награда журнала „Соуп Опра Дайджест“)» за лучшую пару дневных сериалов («мыльных опер») — Мэйсон и Джулия, «Санта-Барбара» (с Нэнси Ли Гран)